# A quién destruyen los dioses (Star Trek: La serie original)
A quién destruyen los dioses es el decimocuarto episodio de la tercera temporada de Star Trek: La serie original. Fue el episodio número 69 en ser transmitido y el número 71 en ser producido, fue transmitido por primera vez el 3 de enero de 1969. Fue escrito por Lee Erwin, basado en una historia de Lee Erwin y Jerry Sohl, y dirigido por Herb Wallerstein. El título está basado en una cita mal atribuida a Euripides: A aquellos quienes los dioses desean destruir primero los vuelven locos.
En la versión Bluray el título de este episodio en el audio en español es dado como A quienes los dioses destruyen.
Resumen: El capitán Kirk visita una instalación de salud mental y se enfrenta a un capitán de naves estelares que cree que está destinado a controlar el universo.

## Trama
En la fecha estelar 5718.3, la nave estelar USS Enterprise llega al planeta Elba II, un inhóspito mundo conocido por su atmósfera muy venenosa y un asilo subterráneo para criminales locos. El Enterprise trae un cargamento de una medicina experimental que potencialmente puede ser la cura para la locura.
Kirk y Spock se teletransportan a la instalación junto con el cargamento de fármacos y se reúnen con el director del asilo, Donald Cory, quien supervisa el tratamiento de quince de los más peligrosos pacientes mentales en custodia de la Federación. En el camino, una de las prisioneras, Marta, una mujer de Orion mentalmente inestable, advierte a Kirk y a Spock que su anfitrión, el doctor Cory, no es lo que piensan que es.
Pronto descubren que el Cory real está prisionero en una celda, puesto allí por el impostor, el capitán Garth de Izar (personificado por Steve Ihnat), un famoso capitán de naves estelares y uno de los héroes personales de Kirk. La tripulación de Garth se había amotinado contra él cuando este se volvió loco, el resultado de heridas sufridas durante una misión de rescate. Alienígenas de Antos le iniciaron en habilidades de cambio de forma para sanar dichas heridas, pero él aprendió por sí mismo el conjunto completo de las habilidades de cambio de forma. Garth había tratado de atacar Antos antes de que su tripulación se rebelara.
Garth encierra a Kirk y a Spock y trata de teletransportarse al Enterprise disfrazado de Kirk. Planea vender como parte de un complot para conquistar a la Federación. Cuando Scott no recibe una contraseña del supuesto Kirk, se niega a realizar el transporte. Habiendo fallado Garth activa un campo de fuerza que impide que Scott intente un rescate.
Más tarde Garth invita a Kirk y a Spock a una cena donde escuchan a Marta recitar el soneto 18 de William Shakespeare que ella dice que escribió. Luego hace un extraño baile exótico que Spock compara con un baile para escolares de Vulcano. Mientras tanto, Garth se jacta acerca de su increíble carrera como capitán de nave estelar, presumiendo acerca de que él ha explorado más planetas y catalogado más sistemas estelares que cualquier otro hombre en la historia. Trata de engañar a Kirk para que le diga la contraseña pero Kirk no cae en sus trampas.
Garth intenta obtener la clave torturando a Corey y a Kirk. Cuando esto falla, Marta intenta seducir a Kirk pero también falla cuando Spock la domina. Kirk y Spock logran comunicarse con la nave, y un preocupado Kirk hace que Spock transmita el código, pero él no puede ya que en realidad es Garth.
Kirk es capturado nuevamente. La tripulación del Enterprise determina que no pueden penetrar el campo de fuerza sin arriesgarse a matar a muchos inocentes. Garth sigue adelante con su farsa, declarándose Maestro del Universo, sus otros compañeros de prisión están felices. Asesina a Marta como demostración de un explosivo que él ha creado. Mientras, Spock logra dominar a su guardia y recupera un fáser para luego dirigirse a la sala de control donde se encuentra con dos Kirk.
Spock intenta distinguir cuál de los dos es el verdadero y les pregunta: ¿Cuál fue la maniobra usada contra los romulanos cerca de Tau Ceti?. Uno de los Kirk responde la desaceleración Cochrane, pero el otro contradice diciendo que es una clásica maniobra de combate y que cualquier buen capitán la conocería. Repentinamente los dos Kirk comienzan a luchar, durante esa lucha un Kirk le dice a Spock que los aturda a ambos -para garantizar la seguridad del Enterprise. Sabiendo que solo el Kirk real pediría algo semejante, poniendo la seguridad de la nave por encima de la suya propia, Spock aturde al otro Kirk que resulta finalmente ser Garth. Con el asunto resuelto y con Garth de regreso en prisión, el control de las instalaciones vuelve a Cory. Todo termina cuando la medicina experimental es administrada a Garth y a los otros prisioneros, quienes comienzan su largo camino hacia la recuperación.

## Remasterización por el aniversario de los 40 años
Este episodio fue remasterizado en el año 2006 y transmitido el 24 de mayo de 2008 en Estados Unidos como parte de la remasterización por el aniversario de los 40 años de la serie original. Fue precedido una semana antes por la versión remasterizada de La pequeña guerra privada y seguido una semana más tarde por la versión remasterizada de La marca de Gideón. Además del audio y video remasterizado, y todas las animaciones de la USS Enterprise realizadas por CGI que es el estándar de todas las revisiones, los cambios específicos para este episodio son:
- El planeta Elba II fue modificado para mostrar una superficie sin vida rodeado por una gruesa y nubosa atmósfera.
- El ataque con fáser contra Elba II realizado por el Enterprise fue remasterizado.

## Nota
- Esta obra contiene una traducción  derivada de «Whom Gods Destroy (Star Trek: The Original Series)» de Wikipedia en inglés, concretamente de esta versión, publicada por sus editores bajo la Licencia de documentación libre de GNU y la Licencia Creative Commons Atribución-CompartirIgual 4.0 Internacional.